# Wiktorija Wladislawowna Meschkowa
Wiktorija Wladislawowna Meschkowa  (russisch Виктория Владиславовна Мешкова; * 20. September 2000 in Jekaterinburg, Russland) ist eine russische Sportkletterin.

## Karriere
Meschkowa nahm seit 2014 im Rahmen von Jugendwettbewerben an Kletter-Europa- und -Weltmeisterschaften teil.
2020 nahm sie in Moskau an den durch die International Federation of Sport Climbing organisierten Kletter-Europameisterschaften teil und gewann diese sowohl in Lead, Bouldern als auch in der Kombination. Dadurch konnte sie sich für die infolge der COVID-19-Pandemie nach 2021 verschobenen Olympischen Spiele 2020 in Tokio qualifizieren. Dort erreichte sie in der Qualifikation den neunten Platz und verpasste so die Qualifikation für das Finale.
Sie gehört der Climbing federation of Russia (CFR) an.